# Pudenciana (Numídia)
Pudenciana (em latim: Pudentiana) foi uma diocese católica, hoje extinta, que ficava na Província Romana da Numídia, da qual se mantém apenas o nome e cujo título é concedido a um bispo auxiliar ou coadjutor.